# Evgenij Tsyganov
Yevgueni Eduárdovich Tsyganov (en ruso: Евге́ний Эдуа́рдович Цыгано́в; Moscú, 15 de marzo de 1979) es un actor ruso, más conocido por haber interpretado a Leonid Kitsenko en la película Bitva za Sevastópol y al Maestro en la película El Maestro y Margarita.

## Biografía
Es hijo de Eduard Tsyganov y Lubov Tsyganova.
En 2005, comenzó a salir con la actriz rusa Irina Leónova, con quien tuvo siete hijos: Polina Tsyganova (2005), Nikita Tsyganov (2006), Andréi Tsyganov (2009), Sophia Tsyganova (2010), Aleksandr Tsyganov (2011), Gueorgui Tsyganov (2014) y Vera Tsyganova (septiembre de 2015). Yevgueni dejó a Irina en 2015, cuando ella tenía siete meses de embarazó de su última hija, Vera. En 2019, se casó con la actriz rusa Yúliya Sniguir. Su hijo, Fiódor, nació en 2016.

## Carrera
En 2010, apareció en la película rusa Bréstskaya krépost (La fortaleza de Brest), donde dio vida al soldado Pochérnikov. En 2015, se unió al elenco principal de la película rusa Bitva za Sevastópol (La batalla por Sebastopol), donde dio vida al comandante Leonid Kitsenko. En 2017, apareció en la película Blokbaster, donde dio vida a Jlébnikov.

## Filmografía

### Películas
| Año  | Título                 | Personaje                     | Notas                                                                                                  |
| ---- | ---------------------- | ----------------------------- | --- |
| 2018 | Chernovik              | -                             | junto a Yulia Peresild, Nikita Tarásov, Andréi Merzlikin, Yevgueni Tkachuk y Severija Janusauskaite    |
| 2017 | Blokbaster             | Jlébnikov                     | junto a Svetlana Jódchenkova, Svetlana Ustínova, Yúliya Sniguir, Aleksandr Ilín y Mijaíl Yefrémov      |
| 2017 | Provodnik              | -                             | junto a Aleksandra Bórtich, Vladímir Yaglych y Aleksandr Robak                                         |
| 2015 | Bitva za Sevastópol    | Soldado Leonid Kitsenko       | junto a Yulia Peresild, Joan Blackham, Anatoliy Kot, Oleg Vasilkov y Nikita Tarásov                    |
| 2010 | Bréstskaya krépost     | Soldado Pochérnikov           | junto a Alekséi Kopashov, Andréi Merzlikin, Pável Derevianko, Aleksandr Kórshunov y Maksim Kostromykin |
| 2007 | Rusalka                | Aleksandr "Sasha" Víktorovich | junto a Mariya Shaláyeva, Mariya Sókova, Anastasiya Dontsova y Veronika Skúguina                       |
| 2006 | Piter FM               | Maksim                        | junto a Ekaterina Fedúlova, Alekséi Barabash, Irina Rajmánova, Natalya Reva-Ryadínskaya y Oleg Dolin   |
| 2024 | El Maestro y Margarita | Maestro                       | junto a Yúliya Sniguir, August Diehl y Claes Bang                                                      |

### Series de televisión
| Año  | Serie                        | Personaje           | Notas                   |
| ---- | ---------------------------- | ------------------- | ----------------------- |
| 2016 | Krizis nezhnogo vozrasta     | Andrey Evgenievich  | 8 episodios - miniserie |
| 2016 | Sterva                       | Gennadiy Chernyshev | -                       |
| 2015 | Ozabochennye, ili Lyubov zla | Kostya              | -                       |
| 2014 | Kuprin. Vpotmakh             | Oznobishin          | 4 episodios - miniserie |
| 2014 | S chego nachinaetsya rodina  | Nikolay Gromov      | 8 episodios             |
| 2013 | Ottepel                      | Viktor Khrustalyov  | 12 episodios            |
| 2012 | Otkroveniya                  | -                   | -                       |
| 2011 | Zabytyy                      | Sergey Gastev       | miniserie               |
| 2009 | Ivan Groznyy                 | Palach              | -                       |
| 2006 | Okhotnik                     | Hunter              | -                       |
| 2004 | Deti Arbata                  | Sasha Pankratov     | -                       |

## Premios y nominaciones
| Año  | Categoría             | Premio          | Película           | Resultado |
| ---- | --------------------- | --------------- | ------------------ | --------- |
| 2011 | Best Supporting Actor | Nika Award      | Bréstskaya krépost | Nominado  |
| 2007 | Best Actor            | MTV Movie Award | Piter FM           | Nominado  |